# Aeródromo de Amapala
El aeródromo de Amapala (OACI: MHAM) era un aeródromo que servía a la ciudad de Amapala, Honduras en la isla de El Tigre, una isla volcánica en el Golfo de Fonseca.
El aeródromo tenía una pista de aterrizaje de césped con una longitud de 585 metros. La pista se ubicaba sobre el pie del volcán, en el lado nordeste de la isla a 3,2 kilómetros al este de Amapala.
El VOR-DME de Toncontín (Ident: TNT) está ubicado a 92,8 kilómetros al norte-nordeste del antiguo aeródromo.